# Virginia Fischer
Virginia Fanny Fischer Scolnick, conocida artísticamente como Fanny Fischer (¿?-Santiago de Chile, 2 de mayo de 2008) fue una actriz, dramaturga y académica chilena.

## Biografía
Fischer estudió música tempranamente, llegando a ser alumna de los cursos superiores de piano en el Conservatorio Nacional, además, estudió canto, razón por la que participó en varias obras con acompañamiento de orquesta, como “El retablo de Maese Pedro”, de Manuel de Falla, donde interpretó el papel de Trujamán, y “El rey David”, de Arthur Honegger, en que representó La Pitonisa.
Se inició profesionalmente en el Teatro Experimental de la Universidad de Chile en el papel de Titania, Reina de las Hadas, de la conocida obra de William Shakespeare, Sueño de una noche de verano. En 1948, protagonizó el primer Antígona del Teatro Experimental, dirigido por Pedro Orthous.
En 1969 protagonizó junto a Leonardo Perucci, El rosario de plata, de Canal 13.
Fue becada por el gobierno de Francia y asistió a los cursos de actuación, movimiento y máscara en Le Centre Dramatique de L´Est, en Strasbourg, iniciando su carrera fuera de Chile. En 1977, recibió una invitación del British Council para visitar escuelas dramáticas en Gran Bretaña, y en 1980, viajó a Japón, invitada por la Japan Foundation. Es importante destacar que, como actriz del Teatro Experimental, fue contratada por el Departamento Latinoamericano de la BBC London.
Fischer participó en más de ochenta producciones del teatro de la Universidad de Chile, protagonizando obras de Shakespeare, Molière, Wolf, García Lorca, entre muchos otros. Por su brillante carrera como actriz recibió varias distinciones, entre ellas, en 1975, el Premio Teatro Fénix por su actuación en “Las alegres comadres de Windsor”, de William Shakespeare.
Su amor por el arte dramático y la necesidad de difundirlo le llevaron a participar activamente en las lecturas dramatizadas ofrecidas al público santiaguino por la Academia Chilena de Bellas Artes, entre los años 1990 y 1998, interviniendo en las siguientes obras: “Inauguración”, de Vaclav Havel; “Exilios”, de James Joyce; “Ligazón”, de Ramón del Valle-Inclán; “Joaquín Murieta”, de Pablo Neruda; y “Bodas de sangre”, de Federico García Lorca, entre muchas otras. 
En 1985 es reconocida Profesora Titular de la Facultad de Artes de la Universidad de Chile.
Murió el 2 de mayo e 2008. Hasta el día su muerte, ocupaba el Sillón N° 23, de la Academia Chilena de Bellas Artes, categoría Artes de la
Representación.
En 2009, el Teatro Nacional Chileno realizó un homenaje póstumo a su legado.

## Filmografía

### Cine
- 1944 - Hollywood es así
- 1949 - Esperanza

### Televisión
- 1969 - El rosario de plata (protagonista)
- 1982 - Casagrande
- 1983 - El juego de la vida

## Obras

### Autora
- Libro Tres hombres de teatro, Santiago de Chile: Editorial Nascimento, 1985.[5]